# 大衛·拉切貝爾
姓名類似的喜劇演員，請見戴夫·查普爾（Dave Chappelle）
大衛·拉切貝爾（David LaChapelle，1963年3月11日出生於美國康乃狄克州費爾菲爾德縣）是一位美國的時尚攝影師、MV導演。他還涉足了廣告攝影與當代藝術攝影的領域，其作品以獨特的超現實與幽默感風格而聞名。

## 生平
拉切貝爾於紐約市北卡羅來納藝術大學的視覺藝術學院完成學業。他第一次嘗試攝影是在家族前往波多黎各旅行時，拍攝他單親的母親－海嘉·拉切貝爾（Helga LaChapelle），那時她穿著比基尼站在陽台上，手裡拿著一杯馬丁尼。從此之後，拉切貝爾就對攝影深深著迷。
拉切貝爾高中時期即獲得普普大師安迪．沃荷（Andy Warhol）的青睞，第一份職業攝影工作是為Interview雜誌拍攝安迪·沃荷；此後他便一直從事時尚攝影的工作。他為許多名人拍攝肖像，在他已出版的攝影集：LaChapelle Land與Hotel LaChapelle,中收錄了許多生動、特異的肖像作品，包括瑪麗蓮·曼森、茱兒·芭莉摩、鄔瑪舒曼、艾爾頓·強、李奧納多·狄卡皮歐與卡麥蓉·狄亞等人。他的作品個人風格鮮明，以兼具新潮時髦與戲劇張力而著稱，能透過獨特的美感詮釋以及鮮明色彩，重塑成超現實的畫面，被喻為「攝影界的費里尼」 ，並獲選為「全球最重要的十大攝影師」之一。
拉切貝爾還執導了艾爾頓·強2004年在拉斯維加斯的演出－The Red Piano。這場秀大量使用了各種影片技術，舞台佈景中還包括了一面巨形LED螢幕牆。當艾爾頓·強在舞台上演唱時，這面牆便播放拉切貝爾所製作的影片。
2005年，拉切貝爾拍攝了紀錄片：Rize，紀錄一種興起於洛杉磯南部、名叫krumping的街頭舞蹈。Rize 在當年的聖丹斯電影節首映。

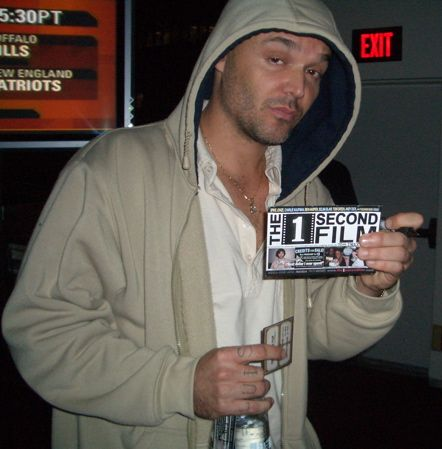
2004年11月，大衛·拉切貝爾拿著一張The 1 Second Film的導演證。

他本來要為瑪丹娜2005年的專輯：Hung Up執導MV，但因為與瑪丹娜在風格、創意方面意見不合而退出。
他也為許多知名廠商製作了電視廣告。包括2006年時H&M一部五分鐘的廣告；Boots Group的聖誕節廣告；並製作多部LOST檔案的預告片，在英國Channel 4播出。他也參與了Courtney Love新專輯的製作。

## MV作品
拉切貝爾目前隸屬於HSI London（英國）與 HSI Production（美國）經紀公司；之前在Venus Entertainment（美國）旗下。
他的音樂錄影帶作品包括：
1994年
- Penny Ford（英语：Penny Ford） - "I'll Be There"

1997年
- The Dandy Warhols（英语：The Dandy Warhols） - "Not If You Were The Last Junkie On Earth"
- Space Monkeys（英语：Space Monkeys） - Sugar Cane

2000年
- Kelis - "Good Stuff"
- Moby - "Natural Blues"
- 安立奎·伊格萊西亞斯 - "Sad Eyes" (未發行)

2001年
- 艾爾頓·強 - "This Train Don't Stop There Anymore"
- 瑪麗亞·凱莉與Da Brat（英语：Da Brat） & Ludacris - "Loverboy"

2002年
- 艾爾頓·強 - "Original Sin"
- The Vines（英语：The Vines） - "Outtathaway!"
- 克莉絲汀·阿奎萊拉與Redman（英语：Redman (rapper)） - "Dirrty"
- 艾薇兒·拉維尼 - "I'm With You"

2003年
- 珍妮佛·羅培茲 - "I'm Glad"
- 惠妮·休斯頓 - "Try It on My Own"
- 克莉絲汀·阿奎萊拉與莉儿·金 - "Can't Hold Us Down"
- 梅茜·葛蕾 - "She Ain't Right for You"
- 克莉絲汀·阿奎萊拉 - "The Voice Within"
- 眨眼182 - "Feeling This"
- 不要懷疑 - "It's My Life"

2004年
- The Three Bad Girls - "Like You"
- 布蘭妮·斯皮爾斯 - "Everytime"
- 喬絲·史東 - "Super Duper Love"
- 諾拉·瓊絲 - "Those Sweet Words"
- 艾爾頓·強 - "Answer In The Sky"
- 艾爾頓·強 - "All That I'm Allowed"
- 關·史蒂芬妮與Eve - "Rich Girl"

2005年
- 羅比·威廉斯 - "Advertising Space"

2006年
- 艾爾頓·強 - "Someone Saved My Life Tonight"

2007年
- 艾米·懷恩豪斯 - "Tears Dry On Their Own"
- 珍妮佛·羅培茲 - "Do It Well"

## 攝影集
- LaChapelle Land (1996)
- Hotel LaChapelle (1999)
- Artists and Prostitutes (2006)
- Heaven to Hell (2006)

## 獲獎
1995
- 「年度最佳攝影新人」，French Photo 與 American Photo 雜誌

1996
- 「年度攝影師獎」，VH-1時尚大獎

1997
- LaChapelle Land獲得「藝術導演俱樂部」的最佳書籍設計獎

1998
- 生活雜誌的阿爾弗雷德·艾森士塔特獎，獲得最佳「Cutting Edge Essay」與「風格攝影」獎項

1999
- Eisies雜誌的「年度封面」榮譽。

2000
- MV作品「Natural Blues」獲得MTV歐洲音樂大獎。

2003
- MV作品「This Train Don't Stop There Anymore」獲得第12屆MVPA年度大獎－年度當代成人影片獎項。

2004
- MV作品「It's My Life」獲得第13屆MVPA年度大獎－年度最佳導演。
- Mountainfilm in Telluride（英语：Mountainfilm in Telluride）評審特別獎
- 圣丹斯电影节評審特別榮耀獎
- 亞斯潘電影節（Aspen video festival）最佳紀錄片得主。

2006
- 在GLAAD因對於消除恐同情節的傑出表現而獲得維多·羅素獎（Vito Russo Award（英语：GLAAD Media Awards））。

## 外部連結
- DavidLaChapelle.com （页面存档备份，存于） 官方網站
- David LaChapelle Claims Pop-Art Throne （页面存档备份，存于） - 2007年3月4日CBS周日晨間新聞的介紹
- 161幅作品集 （页面存档备份，存于）
- David LaChapelle在互联网电影资料库（IMDb）上的資料（英文）